# Déclaration d'Uluru
La déclaration d’Uluru est une demande formelle qui a été faite aux Australiens le 26 mai 2017 par les 270 délégués réunis à Uluru en Australie centrale sous la houlette du Conseil constitutionnel national des aborigènes et des insulaires du détroit de Torrès (Referendum Council). Cette déclaration réclame que deux éléments soient inscrits dans la constitution australienne : l’instauration d’une commission permanente « Voix des Peuples premiers » (a First Nations’ Voice) et d’une « Commission Makarrata » pour superviser un processus visant d'une part à établir des accords entre les gouvernements et les peuples premiers et d'autre part à rechercher la vérité sur l’histoire. Toujours d’actualité car non suivie d'effets au niveau gouvernemental, cette déclaration adressée à tous les Australiens fait toujours l’objet de débats en Australie en 2021. La déclaration d'Uluru a reçu le prix Sydney de la paix 2021,.

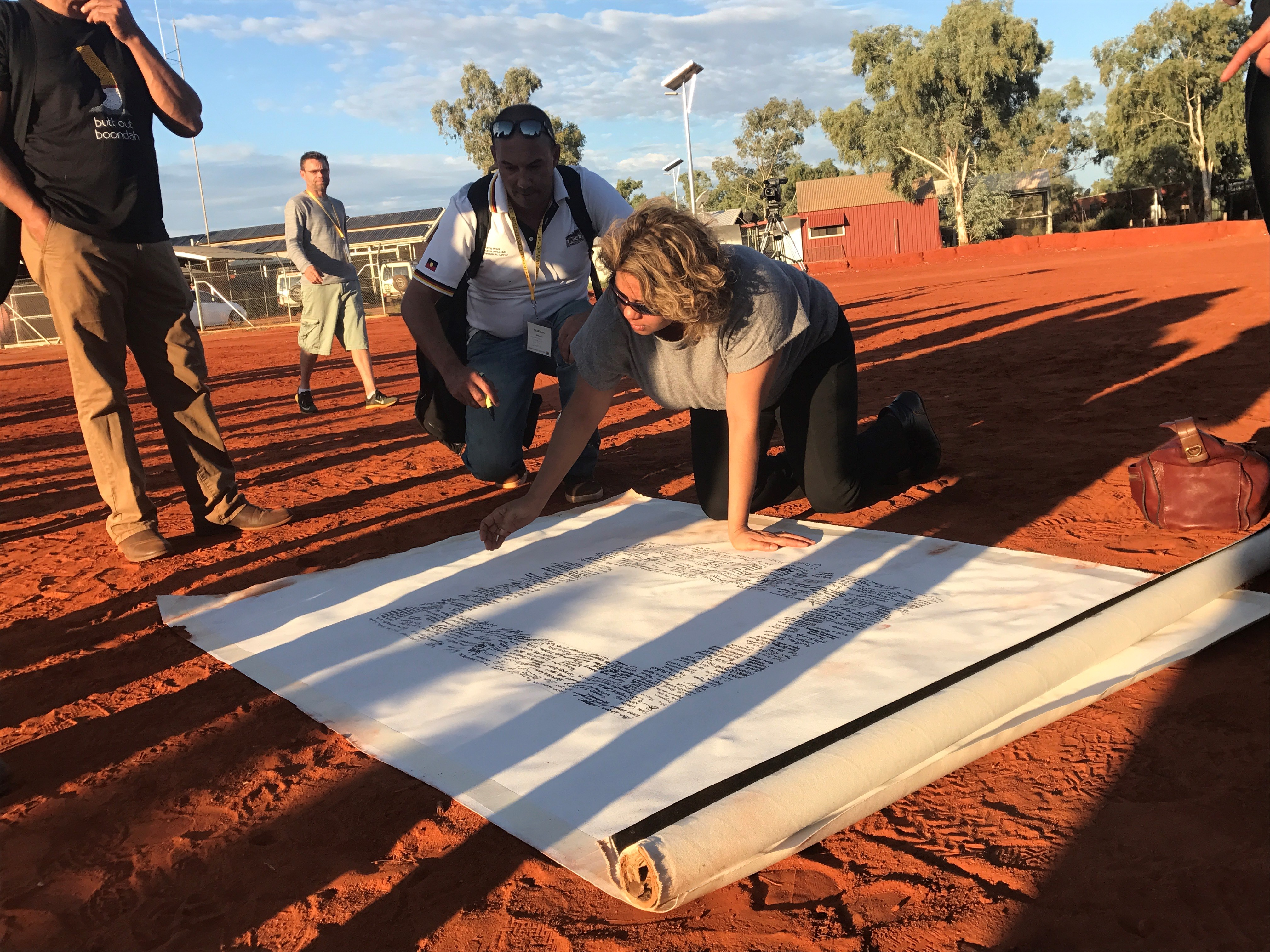
Signature de la déclaration.

## Contexte

### Période coloniale
À leur arrivée en 1788, les colonisateurs britanniques du continent australien considéraient que cette terre n’appartenait à personne (terra nullius). Ils accaparèrent les terres ancestrales des premiers habitants, les Aborigènes, présents depuis plus de 60 000 ans. Le mode de vie des autochtones s'en est trouvé profondément modifié et ceux-ci ne furent considérés comme citoyens australiens qu'en 1967.
L’Australie est le seul pays de l’époque coloniale à ne pas avoir établi un traité avec son Peuple premier et ce, malgré les ordres du roi Georges III d’Angleterre au capitaine James Cook, en 1770, d’obtenir « le consentement des autochtones », malgré les lettres patentes du roi (en) Guillaume IV établissant la province d'Australie-Méridionale en 1836, malgré le plaidoyer des Yorta Yorta (en) auprès du roi George VI en 1937, malgré les pétitions de Yirrkala (1963), de Larrakia (1972) et de Barunga (1988), malgré le référendum de 1967 et malgré de nombreuses enquêtes gouvernementales. 
Unique dans son genre, la Déclaration d’Uluru s’adresse non pas aux politiques mais, avant tout, à la nation « composée de trois narrations » (Three Stories): les peuples anciens de 60 000 ans (3% de la population en 2016), les descendants des Britanniques fondateurs des institutions actuelles, et l'apport multiculturel des immigrations massives.

### Période actuelle
Après 230 ans, il n’existe toujours pas de traité fédéral, bien que ces peuples aborigènes en aient fait de nombreuses fois la demande. En 1967, à la suite d'un référendum, la Constitution « reconnut » les Aborigènes en tant que citoyens australiens. En 2017, poursuivant cet objectif de traité, une large assemblée a adressé la Déclaration d’Uluru, à la nation entière.
Le 7 décembre 2015, le premier ministre, Malcolm Turnbull, et le chef de l’opposition, Bill Shorten, désignent les 16 membres d’un Conseil Constitutionnel National (Referendum Council) pour proposer une insertion dans la Constitution d’articles en faveur des Peuples premiers,. Ce Conseil, composé d’Aborigènes et non-Aborigènes, est co-présidé par Patrick Dodson, puis Pat Anderson AO, et Mark Leibler AC. Pendant douze mois, ce Conseil a tenu 12 consultations publiques en Australie et rencontré plus de 60 représentants Aborigènes. Le 26 mai 2017, 270 délégués se sont réunis au pied d’Uluru, le gigantesque monolithe sacré du Centre Rouge au cœur du pays (the Red Heart). Sous la houlette de ce Conseil constitutionnel national des tribus aborigènes d’Australie et des îles du détroit de Torrès (Referendum Council), ils adoptent à l’unanimité La Déclaration d’Uluru : venue du Cœur de la nation (The Uluru Statement from the Heart),,,. Représentant la grande diversité d’Aborigènes aussi bien citadins que du bush, les délégués sont appuyés par de nombreux experts juridiques. En 2017, par la Déclaration d’Uluru, les Peuples premiers demandent à être entendus et mieux intégrés à la communauté nationale.

## Texte de la Déclaration d’Uluru: venue du Cœur de la nation
En tant que Tribus Aborigènes et des Îles du détroit de Torrès, rassemblées sous le ciel de l’hémisphère Sud, venues de tous les horizons pour la Convention Constitutionnelle Nationale 2017, nous déclarons,,:
Nous sommes les Nations premières souveraines du continent australien et de ses îles côtières, et en sommes les détenteurs sous l’autorité de nos lois et coutumes transmises par nos Grands ancêtres du Temps de la Création. Nous sommes héritiers de cette terre selon notre culture, notre Loi commune des temps immémoriaux - selon les connaissances scientifiques, remontant à plus de 60 000 ans.
Cette souveraineté est une notion spirituelle : le lien ancestral existant entre la terre ou « mère nature » et les peuples natifs, Peuples aborigènes et insulaires du détroit de Torrès. Ce lien demeure pour toujours - nos esprits devront un jour revenir sur nos lieux de naissance pour être unis à nos Ancêtres. Ce lien est à la base de la propriété du sol, ou mieux, de notre souveraineté. Nous n’avons jamais cédé cette souveraineté, elle n’a jamais été anéantie, et coexiste avec celle de la Couronne.
Comment pourrait-il en être autrement ? Que des peuples possèdent une terre pendant soixante mille ans et que ce lien sacré disparaisse de l'histoire du monde en seulement deux siècles !
Avec un changement constitutionnel important et une réforme structurelle, nous concevons que cette souveraineté ancienne puisse retrouver un éclat, telle une expression plus complète de la Nation australienne.
Proportionnellement, nous sommes les personnes les plus incarcérées de la planète. Nous ne sommes pas par nature des criminels. Nos enfants sont séparés de leurs familles à un taux sans précédent. Ce n’est pas parce que nous ne les aimons pas ! Et notre jeunesse dépérit en détention en nombre scandaleux alors qu’elle devrait être notre espoir pour l’avenir.
L’étendue de notre crise fait sentir clairement la nature structurelle de notre problème. Notre impuissance nous tourmente.
Nous demandons des réformes constitutionnelles conférant un pouvoir à notre peuple et la place qui nous est due dans notre propre pays. Quand nous pourrons gérer notre destinée, nos enfants s’épanouiront. Ils marcheront dans deux mondes et leur culture sera un cadeau pour leur pays.
Nous réclamons l’instauration d’une Voix des Peuples premiers inscrite dans la Constitution.
Makarrata, réunion après un combat, est le point culminant de notre agenda. Makarrata englobe nos aspirations pour créer une relation juste et vraie avec les peuples d’Australie et un avenir meilleur pour nos enfants, fondé sur la justice et l’autodétermination.
Nous demandons une Commission Makarrata pour superviser un processus établissant des accords entre les gouvernements et les Peuples premiers, et révéler la vérité sur notre Histoire commune.
En 1967, nous avons été pris en compte ; en 2017, nous cherchons à être entendus. Nous quittons ce camp de base à Uluru et commençons notre voyage à travers ce vaste pays. Nous vous invitons à marcher avec nous dans un mouvement en faveur des peuples australiens pour un avenir meilleur.

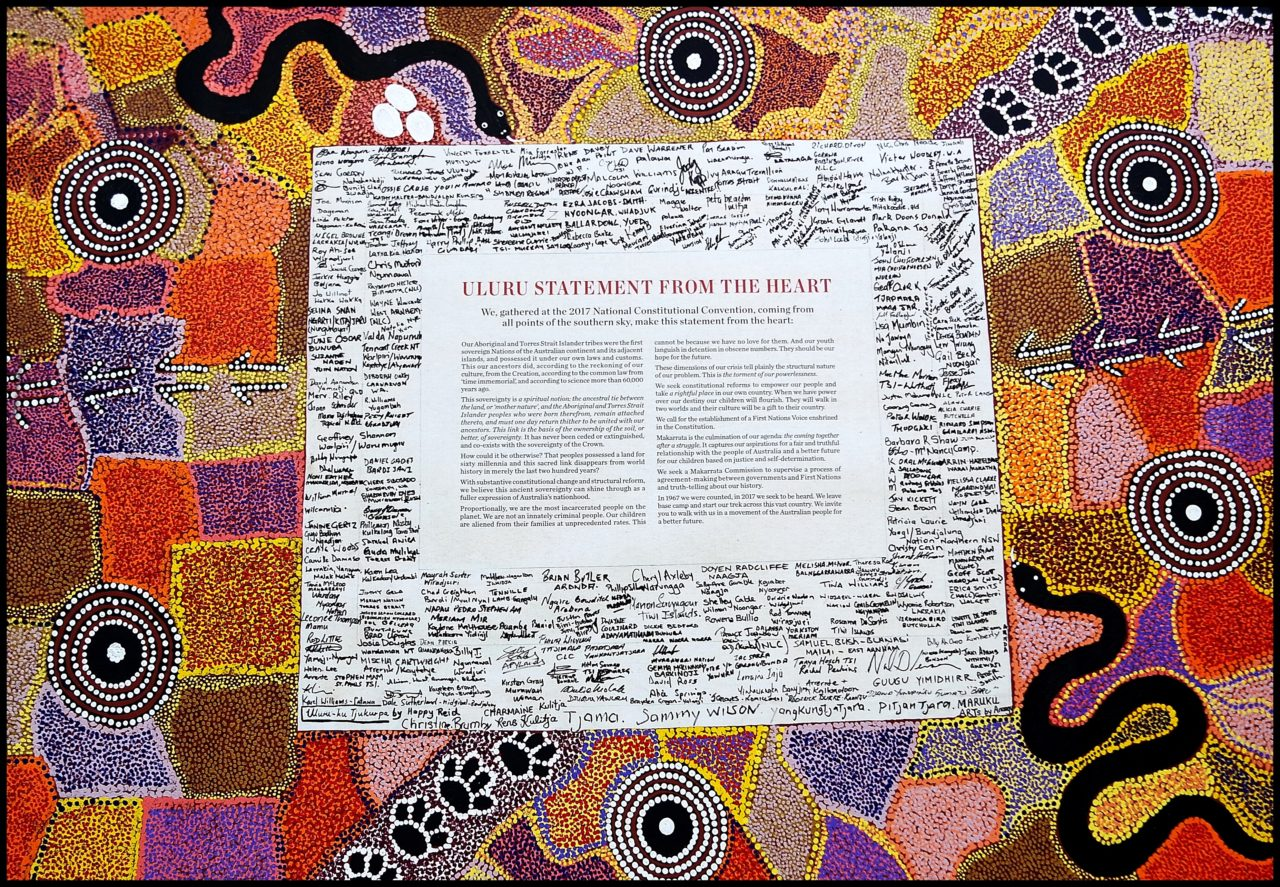
La Déclaration d’Uluru (2017), signée par 270 participants, encadrée par deux histoires de la Création Tjukurrpa transmises par les Anangu, peuple du Rocher d’Uluru. Artistes Rene Kulitja, Christine Brumby, Charmaine Kulitja et Happy Reid.

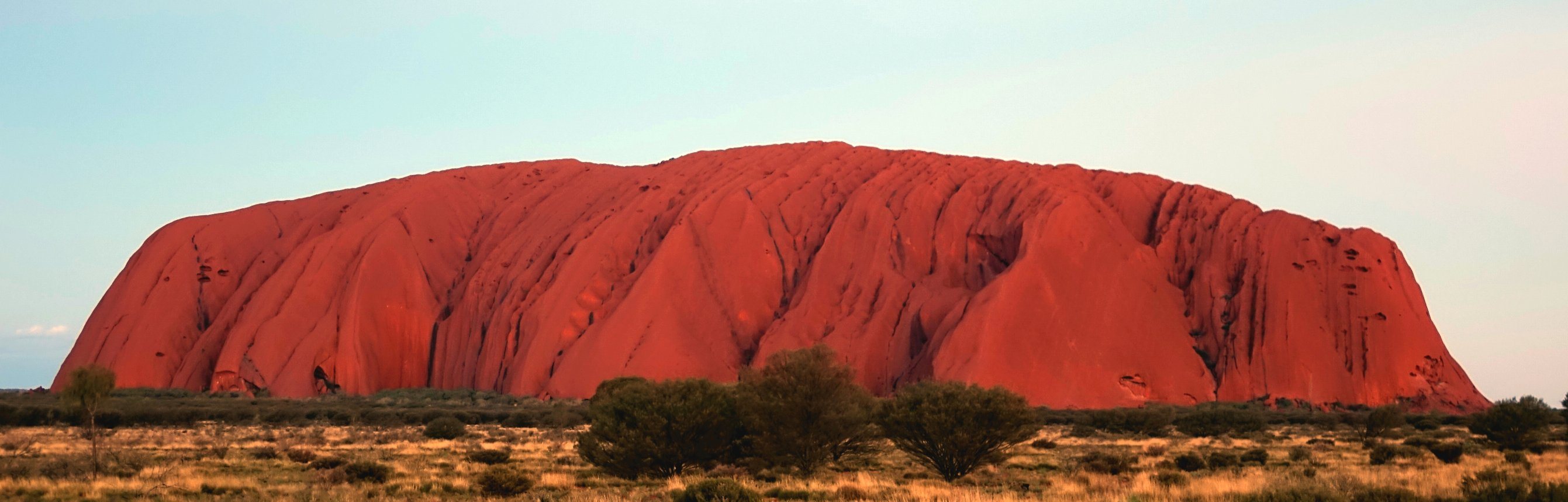
Gigantesque monolithe sacré au Centre de l’Australie, Uluru est une icône pour la nation australienne. Depuis octobre 2019, la piste d’escalade est fermée aux touristes.

## Iconographie
Suivant une tradition de présentation des pétitions sur écorce à Yirrkala (1963), ou avec des ocres pour la Déclaration de Barunga (1988), la Déclaration d’Uluru fut présentée comme une œuvre d’art. Les signatures des délégués avec le nom de leurs peuples – une centaine de peuples - entourent cette Déclaration. Six sites de rassemblements sont peints. La peinture raconte deux histoires de la création Tjukurrpa,, appartenant aux héritiers traditionnels d’Uluru, les Anangu. L’une raconte comment le paysage fut façonné lors d’un combat mortel, au point d’eau Mutitjulu, entre Kuniya la femme python Woma (avec ses œufs) venant du nord-est (en haut à gauche) et Liru le serpent vénéneux venant du sud-ouest (en bas à droite). L’autre histoire concerne les ancêtres créateurs Mala (peuple Wallaby-lièvre roux, empreintes de pattes traversant en diagonale) : lors d’une cérémonie au sommet d’Uluru, les Mala se sont disputés avec des hommes venant de l’ouest. Ces hommes partirent et créèrent Kurpany, le diable-dingo, représenté par ses empreintes de pattes. Cette dernière histoire fait allusion aux malheurs qui arrivent quand les participants à une cérémonie se laissent distraire avant la fin. Certains Anangu ont regretté l’emprunt du nom Uluru pour ce document.

## Présentation de la Déclaration d’Uluru à la nation et aux politiques
Déclaration largement promue dans la nation, cette toile officielle signée de la Déclaration d’Uluru fut présentée au premier ministre, Malcolm Turnbull, et au chef de l’opposition, Bill Shorten, lors du Festival Garma en Terre d’Arnhem (Territoire du Nord), le 5 août 2017.

## Voix des Peuples premiers
La Déclaration demande que le parlement crée une commission permanente représentative des Peuples premiers (a First Nations' Voice), en définissant ses fonctions et pouvoirs : son existence serait garantie par une insertion dans la Constitution. Cette commission ne siégerait pas au parlement, n’aurait aucun droit de veto. Cette Voix des Aborigènes devrait contribuer au débat national, aux consultations, argumentations et conseils, en cherchant notamment à peser sur les politiques et les lois concernant les Peuples premiers.

## Makarrata
« Makarrata, réunion après un combat, est le point culminant de notre agenda. » Makarrata est un mot Yolngu « décrivant un processus de résolution de conflit, d’établissement de la paix et de la justice »,. La Déclaration demande des structures permanentes, commissions pour réexaminer l’héritage de confrontation et de destruction culturelles, s’attaquant au Grand Silence Australien (the Great Australian Silence) face à son histoire,,; il s’agit également de résoudre des disputes ou injustices actuelles ; et de favoriser [notre] autodétermination pour que « [notre] souveraineté ancienne puisse retrouver un éclat, telle une expression plus complète de la Nation australienne. »
Les structures appropriées restent à définir et établir, des commissions permanentes pour superviser des accords locaux et régionaux d’après un cadre national. Cependant, Makarrata est également une démarche civile, une attitude et une actualité que la Déclaration dit vouloir promouvoir chez les Australiens, contre l’ignorance du passé colonial, le racisme et le négationnisme car la réalité des violences du passé, des pionniers et frontières, est peu connue. À l’unanimité, l’assemblée à Uluru a ajouté cette demande de processus multiforme local et régional à la recherche de la vérité sur l’Histoire commune - souvent très obscure,. La culture aborigène et sa compréhension de l’environnement doivent instruire la nation, disent-ils,. La valorisation des langues aborigènes est étroitement liée à la culture – alors que tragiquement, dans la tranche d’âge 0-14 ans, seuls 8,4% parlent leurs langues indigènes à la maison.

## Accueil, rejet et prolongation de la Déclaration d’Uluru

### Réception par le monde politique
Après quelques hésitations, les divers élus aborigènes à Canberra apportent leur soutien à cet appel. Cependant, après juste cinq mois, le premier ministre de l’époque, Malcolm Turnbull, épaulé par son garde des Sceaux George Brandis et le ministre de Affaires Indigènes Nigel Scullion, rejette la Déclaration avec l’argumentaire suivant,,, (ici, commenté par Shireen Morris) :
- « une voix indigène dans la Constitution saperait l’égalité des citoyens australiens » : or, la Constitution australienne n’a jamais appliqué une stricte égalité numérique dans la représentation des citoyens et des Etats.
- « une proposition trop vague » : or, la rédaction de la Déclaration établit des principes, en laissant délibérément au parlement le soin de préciser les détails[21].
- « qu'on crée ainsi une troisième chambre au Parlement » : or, cette voix des Peuples premiers ne serait qu’une commission consultative et de conseil[9].
- « que notre Nation est établie, le temps a passé, il est trop tard pour faire un traité » : bien que de nombreuses voix, indigènes ou non, demandent toujours un traité. Lowitja O’Donoghue : « Nombreux sont nos responsables politiques qui n’ont pas compris – ou choisi de ne pas comprendre – que les politiques et pratiques racistes du passé continuent d’affecter chaque aspect de la vie de chaque Indigène. Le passé est toujours en nous[35].»
- « que des Aborigènes élus aux deux chambres (députés et sénateurs) représentent déjà les Peuples premiers » : mais ils représentent surtout leur circonscription et leur parti[9].
- « le peuple en général ne voterait pas « oui » lors d’un référendum proposant une Voix Aborigène Constitutionnelle. »[31],[32],[33],[34],[36] Voilà sans doute une prophétie auto-réalisatrice préférée par un gouvernement récalcitrant. En effet, gagner un référendum exige une double majorité : une majorité nationale et des majorités dans au moins quatre dessix6 Etats. Or, les sondages révèlent un soutien majoritaire des citoyens, 70 % en juillet 2019, au fait qu’une voix aborigène soit inscrite dans la Constitution[37].

### Réception par la société civile
En 2019, de grandes entreprises (dont BHP, KPMG, Qantas, Rio Tinto, Woolworths, Woodside) et de très nombreuses institutions civiles (clubs sportifs, églises) ou académiques, soutiennent vigoureusement les propositions de la Déclaration d’Uluru. Bien que la question fut peu présente lors de la campagne électorale (mai 2019), le gouvernement fédéral a repris le sujet en désignant (juillet 2019) un comité chargé de concevoir dans les détails la création d’instances « pour que les voix indigènes soient entendues à tous les niveaux de l’Etat » (Ministre Ken Wyatt, 30 octobre 2019). Les professeurs Tom Calma et Marcia Langton dirigeront ces travaux. Cependant, le cahier des charges gouvernemental ne propose pas d’incarner de telles structures dans la Constitution australienne, ce qui obligerait de tenir un référendum. Or, étant donné le triste parcours des structures précédentes (telles ATSIC, Aboriginal and Torres Strait Islander Commission 1990-2005), victimes des caprices des gouvernements, la Déclaration d’Uluru demande au peuple australien d’ancrer les nouvelles structures éventuelles dans la Constitution, comme une garantie.

### Débat actuel en Australie
L’an 2020 marque les 250 ans du débarquement du Britannique James Cook. Dans la Déclaration d’Uluru, les communautés indigènes voient - comme le dit Noel Pearson, – une fenêtre d’opportunité pour que la nation progresse vers un avenir meilleur grâce à une réponse citoyenne et gouvernementale à leurs revendications : une Voix, et un processus de justice et de vérité.
La Déclaration dit « L’étendue de notre crise [sociale et culturelle] fait sentir clairement la nature structurelle de notre problème. » Or, comme l’écrit l’anthropologue Howard Morphy à propos de la culture aborigène : « Ce puissant message spirituel de protection de l’environnement, d’écologie, résonne avec notre temps. Il découle de la croyance aborigène que l’on ne possède pas la terre, mais qu’on lui appartient tout en veillant sur elle et sur toute existence qui en est issue ». La Déclaration soutient qu’en faisant l’expérience des deux cultures, les Aborigènes renforceront la leur ; que ce processus soit réciproque et vrai pour toute la nation,!